# John Dynham (1er baron Dynham)
John Dynham (v. 1433 – 28 janvier 1501), 1er baron Dynham, était un pair anglais. Il fut Lord grand trésorier d'Angleterre et Lord chancelier en Irlande. Durant la période de la guerre des Deux-Roses, il fut l'un des rares hommes à avoir été conseiller des rois Édouard IV, Richard III et Henri VII et à avoir bénéficié de leur confiance respective.

## Biographie
John Dynham naît vers 1433 à Nutwell, village du Devon non loin d'Exeter et traversé par la rivière Exe. Ses parents sont John Dinham (1406-1458) et Joan Arches (morte en 1497). Son grand-père maternel, Richard Arches, a été élu au Parlement de 1402 pour le Buckinghamshire. Les Dynham appartiennent à une vieille famille vivant dans le Devon depuis 1122. À la mort de son époux en 1458, Joan Arches gère ses terres jusqu'à sa propre mort en 1497. Après la déroute de Ludford Bridge le 12 octobre 1459 lors de laquelle les Yorkistes sont vaincus, Édouard de March et ses partisans, Richard Neville, 5e comte de Salisbury, et son fils Richard Neville, 16e comte de Warwick, se réfugient chez Joan Arches avant d'être accompagnés par John Dynham à Calais. Ce dernier est frappé d'un bill d'attainder lors du Parlement de Coventry le 20 novembre 1459, présidé par le roi Henri VI. 
Durant son exil à Calais, John Dynham participe à deux raids sur la ville de Sandwich. Le 15 janvier 1460, il s'empare par surprise, pour le compte de Warwick, de la flotte lancastrienne commandée par Richard Woodville, 1er comte Rivers, alors que les officiers du roi sont endormis. Rivers, son épouse Jacquette de Luxembourg et leur fils aîné Anthony sont capturés par Dynham et emmenés à Calais. Jacquette, du fait de son statut de veuve du duc de Bedford, de sang royal, est rapidement relâchée. Rivers et son fils seront également libérés peu après bien que les comtes de Warwick et March aient ironisé sur le rang social de Rivers, inférieur à celui de sa femme. Le 26 juin 1460, les Yorkistes débarquent près de Sandwich avec 2 000 hommes grâce aux navires dont ils s'étaient emparés. Ils entrent immédiatement dans la ville. Leur campagne militaire se poursuit jusqu'à leur victoire à la bataille de Northampton le 10 juillet. Après que le roi Henri VI soit tombé entre les mains des Yorkistes, John Dynham est créé en récompense shérif du Devon ainsi que Lord chancelier en Irlande. Après l'accession au trône du comte de March sous le nom d'Édouard IV en 1461, il devient membre du Conseil privé du roi et est créé baron Dynham en 1467.
Il semble que le rôle de John Dynham au sein du gouvernement d'Édouard IV se soit agrandi après l'exécution du comte de Devon Humphrey Stafford en août 1469 par des partisans de Warwick, alors en rébellion contre le roi. Lorsque Warwick se soulève à nouveau contre le roi en 1470, Dynham reste fidèle au roi. Après le retour d'exil d'Édouard IV en 1471, il devient l'un des principaux conseillers du roi. En 1475, il est nommé commandant en chef des forces navales lors de l'invasion de la France qui se termine par le traité de Picquigny. Après l'accession de Richard III au trône en juin 1483, John Dynham est nommé capitaine de Calais et assiste dans cette tâche John de Gloucester, le fils illégitime du roi. À cette occasion, il recapture en janvier 1485 la forteresse de Hammes dont le comte d'Oxford John de Vere s'était évadé en octobre 1484 après avoir convaincu son geôlier, James Blount, de rallier la cause des Lancastre. Dynham est cependant critiqué pour avoir laissé l'épouse de Blount et le reste de la garnison rejoindre le prétendant lancastrien Henri Tudor à Paris.
Après la victoire d'Henri Tudor (devenu le nouveau roi Henri VII) sur Richard III lors de la bataille de Bosworth en août 1485, John Dynham resta quelque temps à Calais jusqu'à ce qu'il devint clair qu'Henri VII ne lui tenait pas rigueur pour son allégeance à Richard. Il est fait chevalier de l'Ordre de la Jarretière et devient Lord grand trésorier en 1486. Il passe l'essentiel de son temps à Lambeth pour exercer ses fonctions à l'Échiquier. En 1497, il est l'un des juges qui condamne à mort James Tuchet, 7e baron Audley, pour sa participation au premier soulèvement cornique. Il ne semble pas avoir souffert de l'exécution de son beau-fils, Lord FitzWalter, en 1495 ou de l'attainder de son beau-frère John la Zouche. John Dynham meurt à Lambeth le 28 janvier 1501. Ses trois frères étant décédés avant lui, le titre de baron Deynham s'éteint à sa mort et ses terres sont partagées entre ses quatre sœurs.

## Mariages
John Dynham épouse Elizabeth FitzWalter, la veuve de John Radcliffe, le précédent Baron FitzWalter. Elle meurt avant 1485. Cette union reste sans descendance. Vers 1485, il épouse Elizabeth Willoughby, fille de Robert Willoughby. Elle lui donne deux enfants, George et Philippa, qui meurent jeunes. Après la mort de Dynham, elle épousera William FitzAlan, 18e comte d'Arundel.